# ГЕС Дубер-Хвар
ГЕС Дубер-Хвар — гідроелектростанція на півночі Пакистану. Використовує ресурс із річки Дубер-Хвар, правої притоки Інду.
У межах проєкту річку перекрили бетонною греблею висотою 41 метр (за іншими даними — 32 м) та довжиною 202 метри. Вона спрямовує ресурс до прокладеного через лівобережний гірський масив дериваційного тунелю завдовжки 4,9 км з діаметром 3,5 метра, який переходить у напірний водовід довжиною 1,7 км з діаметром 2,6 метра. У підсумку вода подається до машинного залу, спорудженого вже на правому березі Інду вище від впадіння Дубер-Хвар.
Основне обладнання станції становлять дві турбіни типу Пелтон потужністю по 67 МВт, які працюють при напорі від 531 до 541 метра та забезпечують виробництво 595 млн кВт·год електроенергії на рік.
Видача продукції відбувається по ЛЕП, розрахованій на роботу під напругою 132 кВ.